# Peter Riis Andersen
Peter Riis Andersen (* 25. Juli 1980) ist ein dänischer Radrennfahrer.
Peter Riis Andersen wurde 2001 dänischer U23-Meister im Cyclocross. Nachdem er 2003 nationaler Vizemeister auf dem Mountainbike wurde, holte er sich in den Jahren 2004 und 2005 den Meistertitel. 2006 wurde er wieder Vizemeister. Bei den Olympischen Spielen 2004 in Athen nahm er mit dem Mountainbike am Cross Country-Rennen teil. Insgesamt kam Riis Andersen bei dänischen Meisterschaften in den verschiedenen Disziplinen und Altersklassen neunmal aufs Podium. Seit 2007 fährt er für das Continental Team GLS. Beim Ringerike Grand Prix konnte er eine Etappe für sich entscheiden. Bei der Mountainbike-Marathon EM 2008 in Albstadt wurde er Zweiter und holte so seine erste internationale Medaille.

## Doping
Am 28. Juli 2008 wurde bekannt, dass Riis Andersen positiv auf EPO getestet wurde. Der Fahrer hat sein Vergehen eingeräumt und wurde umgehend von seinem Team Alb-Gold entlassen. Aufgrund dieses Vergehens stieg der Sponsor Alb Gold zum Ende des Jahres 2008 aus dem Sponsoring aus, und das Team musste aufgelöst werden.

## Erfolge – Mountainbike
1997
- Dänischer Meister – Cross Country (Junioren)

2001
- Dänischer Meister – Cross Country

2004
- Dänischer Meister – Cross Country

2005
- Dänischer Meister – Cross Country

2007
- Dänischer Meister – Cross Country

2008
- Vize-Europameister im Mountainbike-Marathon

## Erfolge – Straße
2007
- eine Etappe Ringerike Grand Prix

## Erfolge – Cyclocross
2001
- Dänischer Meister (U23)

## Teams
- 2002 T-Mobile MTB

- 2007 Team GLS
- 2008 Team GLS-Pakke Shop